# Melting the Crown
Melting the Crown è il diciottesimo album in studio del rapper statunitense Z-Ro, pubblicato nel 2015.

## Tracce
1. Intro – 3:43
2. Don't Stop Now – 5:11
3. Keep It Real (featuring Rick Ross) – 4:18
4. Talking to the Popo – 3:01
5. The Real Is Back – 3:58
6. See Me Now – 4:42
7. Too Many N****z (featuring Lil' Keke) – 4:20
8. Sweet James – 3:56
9. Miss My Mama (featuring Mike D) – 6:22
10. Way 2 Fly – 3:31
11. Look Good – 4:58
12. Porcupine (featuring Kirko Bangz) – 4:00
13. I'm Alive – 3:28
14. Where My Money At – 4:30